# Snöslask
För andra betydelser, se slask.

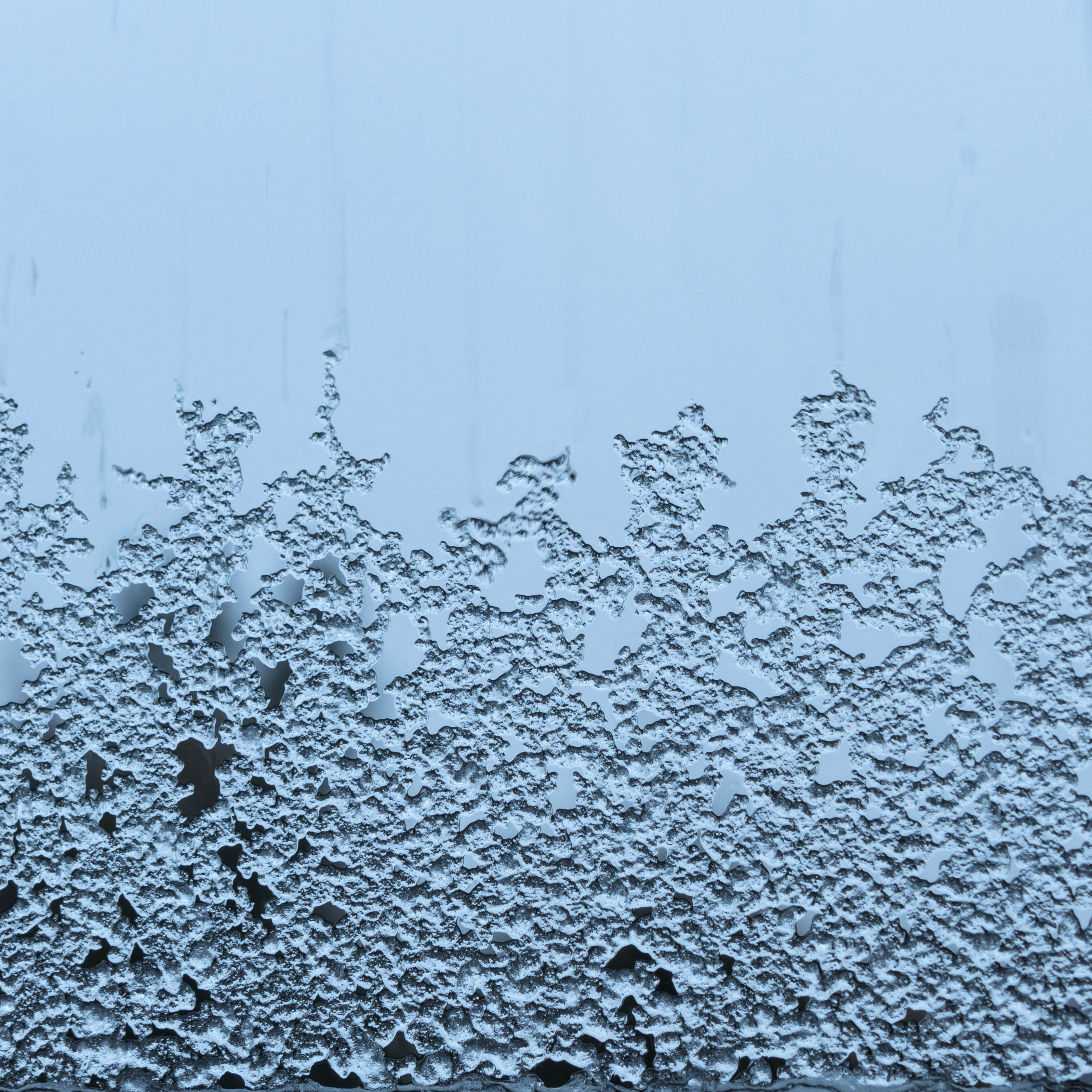
Slask på fönster.

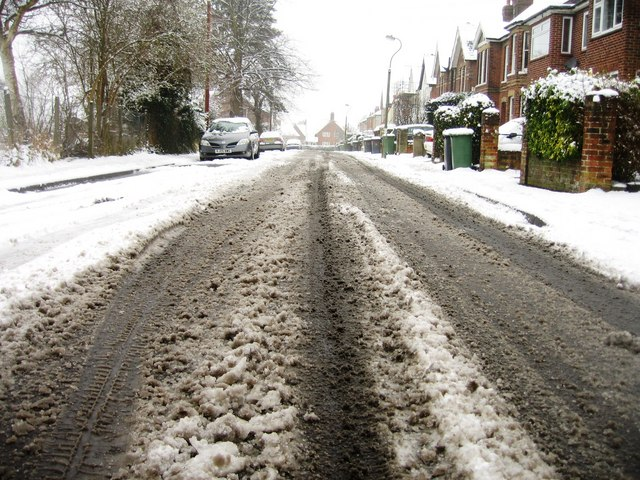
Smältande snö som förvandlats till slask på en bilväg.

Snöslask eller slask är en blandning av små iskristaller (exempelvis snö) och flytande vatten. Det kan beskrivas som sörja eller modd (snömodd).
Slask förekommer ofta i form av smältande snö, med inblandning av grus och andra orenheter. Betydelsen av smältande snö har funnits i svensk skrift sedan åtminstone 1625.
En blandning av smältande snö eller is kan uppträda i olika situationer. Det kan handla om snöfall med snöblandat regn, smältande snö på plusgradigt underlag eller smältande is på olika ytor.
En särskild variant är snöslasklavin (slasklavin), en typ av lavin bestående av isblock, snöslask, jord, stenblock och/eller trästammar. En sådan lavin kan utlösas i bäckfåror under våren. Detta sker i samband med snösmältning eller vårregn som kan få smältande snö i rörelse på exempelvis ett kalfjäll. Både slasklaviner och de separata flaklavinerna kan förorsaka rejäl erodering av underlaget, med så kallade "lavinbanor" utefter fjällsidorna.

## Andra betydelser
Slask har en grundbetydelse som sörja. Denna betydelse finns även i det slask som betyder 'vatten med vått matavfall' och som finns i sammansättningar som slaskhink och slasktratt.